# Gaylussacia ursina
Gaylussacia ursina là một loài thực vật có hoa trong họ Thạch nam. Loài này được (M.A.Curtis) Torr. & A.Gray mô tả khoa học đầu tiên năm 1846.